# Hey Jude
A Hey Jude a brit The Beatles rockegyüttes dala, amelyet 1968-ban adtak ki kislemezen, nagylemezen viszont soha nem jelent meg. A dalt Paul McCartney írta John Lennon ötéves kisfiának, Juliannak, miután szülei elváltak. Ez volt az együttes első kislemeze, amelyet saját kiadójuk, az Apple Records adott ki.
Úgy gondoltam, mint a Lennon család barátja, kivezetek Weybridge-be és elmondom nekik, hogy minden rendben van: meglátogatom őket, megnézem hogy vannak és megpróbálom őket felvidítani. Kb 1 órás autóút volt. Mindig kikapcsoltam ilyenkor a rádiót és elkezdtem dalokon gondolkodni, hátha... Aztán elkezdtem dudorászni: 'Hey Jules - don't make it bad, take a sad song and make it better...' - optimistán hangzott, egy reményteli üzenet Julian-nak: "Na figyuzz, a szüleid elválnak. Tudom, hogy nem vagy boldog, de hidd el, minden rendben lesz."
A dal két hétig vezette az Egyesült Királyság slágerlistáját és kilenc hétig volt a Billboard Hot 100 lista első helyén. A kislemezből világszerte körülbelül 8 millió példány kelt el, és a kritikusok véleményei is többnyire pozitívak voltak.
2003-ban a Rolling Stone magazin Minden idők 500 legjobb dala listáján a Hey Jude a 8. helyezést érte el.

## Közreműködött
The Beatles
- Paul McCartney – ének, zongora, basszusgitár, taps
- John Lennon – háttérvokál, akusztikus gitár, taps
- George Harrison – háttérvokál, elektromos gitár, taps
- Ringo Starr – háttérvokál, dob, csörgők, taps

Egyéb zenészek
- 36 fős zenekar, melynek tagjait sosem nevezték meg – tíz hegedűs, három brácsás, három brácsás, két nagybőgős, két fuvolás, két klarinétos, egy basszusklarinétos, egy fagottos, egy kontrafagottos, négy trombitás, két kürtös, négy harsonás és egy ütőhangszeres; a zenekar tagjaiból harmincöten háttérvokáloztak és tapsoltak is a felvétel közben

## Slágerlistás helyezések
| Helyezések (1968–1969)                | Legjobb helyezés |
| ------------------------------------- | ---------------- |
| Ausztrália (Kent Music Report)        | 1                |
| Ausztrália (Go-Set National Top 40)   | 1                |
| Ausztria (Ö3 Austria Top 40)          | 1                |
| Belgium (Ultratop 50 Flanders)        | 1                |
| Belgium (Ultratop 50 Wallonia)        | 1                |
| Kanada Top Singles (RPM)              | 1                |
| France (SNICOP Hit Parade Officiel)   | 2                |
| Írország (IRMA)                       | 1                |
| Japan (Oricon International Chart)    | 1                |
| Japan (Oricon Singles Chart)          | 5                |
| Hollandia (Top 40)                    | 1                |
| Hollandia (Single Top 100)            | 1                |
| New Zealand (RIANZ)                   | 1                |
| Norvégia (VG-lista)                   | 1                |
| Spain (AFE)                           | 1                |
| Swedish Kvällstoppen Chart            | 1                |
| Svájc (Schweizer Hitparade)           | 1                |
| Egyesült Királyság (UK Singles Chart) | 1                |
| US Billboard Hot 100                  | 1                |
| US Cash Box Top 100                   | 1                |
| US Record World 100 Top Pops          | 1                |
| 1                                     |                  |
| Yugoslavia (Džuboks)                  | 1                |

| Year | Chart                                     | Peak position |
| ---- | ----------------------------------------- | ------------- |
| 1976 | Hollandia (Top 40)                        | 20            |
| 1976 | Hollandia (Single Top 100)                | 16            |
| 1976 | Egyesült Királyság (UK Singles Chart)     | 12            |
| 1988 | Egyesült Királyság (UK Singles Chart)     | 52            |
| 2010 | Belgium (Back Catalogue Singles Flanders) | 4             |
| 2010 | Hollandia (Single Top 100)                | 59            |
| 2010 | Egyesült Királyság (UK Singles Chart)     | 40            |
| 2010 | US Billboard Hot 100 Recurrents           | 14            |
| 2011 | Hollandia (Single Top 100)                | 99            |
| 2012 | Japan Hot 100 Singles                     | 53            |
| 2012 | Franciaország (Single Top 100)            | 174           |
| 2019 | US Hot Rock Songs (Billboard)             | 16            |

| Chart (1968)                         | Rank |
| ------------------------------------ | ---- |
| Australia (Kent Music Report)        | 1    |
| Australia (Go-Set National Top 40)   | 23   |
| Austria (Ö3 Austria Top 40)          | 6    |
| Belgium (Ultratop 50 Flanders)       | 11   |
| Canada Top Singles (RPM)             | 1    |
| Netherlands (Dutch Top 40)           | 4    |
| Switzerland (Schweizer Hitparade)    | 8    |
| UK Singles (Official Charts Company) | 1    |
| US Billboard Hot 100                 | 1    |
| US Cash Box                          | 1    |

| Chart (1969)                       | Rank |
| ---------------------------------- | ---- |
| Australia (Go-Set National Top 40) | 35   |

| Chart                | Rank |
| -------------------- | ---- |
| US Billboard Hot 100 | 13   |

## Minősítések
| Régió | Minősítés    | Eladott példányszám |
| --- | ------------ | ------------------- |
| Australia | Sablon:Sdash | 280,000             |
| Canada | Sablon:Sdash | 300,000             |
| Olaszország (FIMI) sales since 2009                                                                                          | arany        | 25 000‡             |
| Egyesült Királyság (BPI) | platina      | 1,141,635           |
| Egyesült Államok (RIAA) | 4× platina   | 4 000 000^          |
| Összesítés |              |                     |
| Europe & Japan 1968 sales | Sablon:Sdash | 1,500,000           |
| Worldwide | Sablon:Sdash | 8,000,000           |
| ^ Kiszállítási példányszámok kizárólag a minősítés alapján. ‡ Eladási+streaming példányszámok kizárólag a minősítés alapján. |              |                     |

## Érdekességek
- Paul McCartney még a dal keletkezésénél a Jules megszólítást Jude-ra cserélte. A Beatles Baker streeti lemezboltja, az Apple Boutique kirakatában 1968-ban a "Jude" és "Revolution" feliratok voltak láthatók a kislemez megjelenésekor. Mivel a bolt 1968 nyarán bezárt és a kirakat kiürült, a két szó megfelelő kontextus nélkül maradt és ilymódon félreérthetővé vált, ami a környékbeli zsidó lakosságot felháborította: a "Jude" németül zsidót jelent és ez a Revolutionnal (forradalommal) egyszerre említve gyűlöletbeszédnek is beillett. Paul McCartney-nak fogalma sem volt minderről és a bolt kirakatában nem szándékosan tüntette ezt így föl.

## Könyvek
- Badman, Keith. The Beatles Diary Volume 2: After the Break-Up 1970–2001. London: Omnibus Press (2001). ISBN 978-0-7119-8307-6
- The Beatles. The Beatles Anthology. San Francisco, CA: Chronicle Books (2000). ISBN 978-0-8118-2684-6
- The Beatles: An Illustrated Record. London: Trewin Copplestone Publishing (1978). ISBN 0-450-04170-0
- All Together Now: The First Complete Beatles Discography 1961–1975. New York, NY: Ballantine Books (1976). ISBN 0-345-25680-8
- Clayson, Alan. Paul McCartney. London: Sanctuary (2003a). ISBN 1-86074-482-6
- Clayson, Alan. Ringo Starr. London: Sanctuary (2003b). ISBN 1-86074-488-5
- Courrier, Kevin. Artificial Paradise: The Dark Side of the Beatles' Utopian Dream. Westport, CT: Praeger (2009). ISBN 978-0-313-34586-9
- Doggett, Peter. You Never Give Me Your Money: The Beatles After the Breakup. New York, NY: It Books (2011). ISBN 978-0-06-177418-8
- Du Noyer, Paul. Ten Minutes That Shook the World, 54–60. o. (1996. október 1.)
- Here, There and Everywhere: My Life Recording the Music of The Beatles. New York, NY: Gotham Books (2006). ISBN 978-1-59240-269-4
- Everett, Walter. The Beatles as Musicians: Revolver Through the Anthology. New York, NY: Oxford University Press (1999). ISBN 0-19-509553-7
- Fletcher, Tony. In the Midnight Hour: The Life & Soul of Wilson Pickett. New York, NY: Oxford University Press (2016). ISBN 978-0-19-025296-0
- Gould, Jonathan. Can't Buy Me Love: The Beatles, Britain and America. London: Piatkus (2007). ISBN 978-0-7499-2988-6
- Hertsgaard, Mark. A Day in the Life: The Music and Artistry of The Beatles. New York: Delacorte Press (1995). ISBN 0-385-31377-2
- Hertsgaard, Mark. A Day in the Life: The Music and Artistry of the Beatles. London: Pan Books (1996). ISBN 0-330-33891-9
- Kimsey, John. Spinning the Historical Record: Lennon, McCartney, and Museum Politics, Reading the Beatles: Cultural Studies, Literary Criticism, and the Fab Four. Albany, NY: SUNY Press (2006). ISBN 978-0-7914-6716-9
- Kruth, John. This Bird Has Flown: The Enduring Beauty of Rubber Soul Fifty Years On. Milwaukee, WI: Backbeat Books (2015). ISBN 978-1-61713-573-6
- Leng, Simon. While My Guitar Gently Weeps: The Music of George Harrison. Milwaukee, WI: Hal Leonard (2006). ISBN 978-1-4234-0609-9
- Lewisohn, Mark. The Beatles Recording Sessions. New York: Harmony Books (1988). ISBN 0-517-57066-1
- Lowry, Todd. Lennon and McCartney Hits: Keyboard Signature Licks. Hal Leonard (2002). ISBN 0-634-03250-X
- MacDonald, Ian. Revolution in the Head: The Beatles' Records and the Sixties, 1st rev., London: Pimlico (1998). ISBN 0-7126-6697-4
- MacDonald, Ian. Revolution in the Head: The Beatles' Records and the Sixties, Second Revised, London: Pimlico (Rand) (2005). ISBN 1-84413-828-3
- Matovina, Dan. Without You: The Tragic Story of Badfinger. San Mateo, CA: Frances Glover Books (2000). ISBN 0-9657122-2-2
- Miles, Barry. Paul McCartney: Many Years From Now. New York, NY: Henry Holt and Company (1997). ISBN 0-8050-5249-6
- Miles, Barry. The Beatles Diary Volume 1: The Beatles Years. London: Omnibus Press (2001). ISBN 0-7119-8308-9
- Mojo Special Limited Edition: 1000 Days of Revolution (The Beatles' Final Years – Jan 1, 1968 to Sept 27, 1970). London: Emap (2003)
- Norman, Philip. Paul McCartney: The Biography. London: Weidenfeld & Nicolson (2016). ISBN 978-0-297-87075-3
- O'Dell, Chris. Miss O'Dell: My Hard Days and Long Nights with The Beatles, The Stones, Bob Dylan, Eric Clapton, and the Women They Loved. New York, NY: Touchstone (2009). ISBN 978-1-4165-9093-4
- Riley, Tim. The Beatles: Album By Album, Song By Song, the Sixties and After. Cambridge, MA: Da Capo Press (2002). ISBN 0-306-81120-0
- Riley, Tim. Lennon: The Man, the Myth, the Music – The Definitive Life. London: Random House (2011). ISBN 978-0-7535-4020-6
- Recording the Beatles: The Studio Equipment and Techniques Used To Create Their Classic Albums. Houston, TX: Curvebender Publishing (2006). ISBN 0-9785200-0-9
- Schaffner, Nicholas. The Beatles Forever. New York, NY: McGraw-Hill (1978). ISBN 0-07-055087-5
- Schultheiss, Tom. A Day in the Life: The Beatles Day-By-Day. Ann Arbor, MC: Pierian Press (1980). ISBN 0-87650-120-X
- Sheff, David. All We Are Saying: The Last Major Interview with John Lennon and Yoko Ono. New York: St. Martin's Press (2000). ISBN 0-312-25464-4
- Sheffield, Norman J.. Life on Two Legs. London: Trident Publishing (2013). ISBN 978-0-9575133-0-3
- Simpson, Paul. The Rough Guide to Elvis. London: Rough Guides (2004). ISBN 1-84353-417-7
- Sounes, Howard. Fab: An Intimate Life of Paul McCartney. London: HarperCollins (2010). ISBN 978-0-00-723705-0
- Spitz, Bob. The Beatles: The Biography. Boston: Little, Brown (2005). ISBN 0-316-80352-9
- Spizer, Bruce. The Beatles on Apple Records. New Orleans, LA: 498 Productions (2003). ISBN 0-9662649-4-0
- Sullivan, Steve. Encyclopedia of Great Popular Song Recordings, Volume 2. Lanham, MD: Scarecrow Press (2013). ISBN 978-0-8108-8296-6
- Winn, John C.. That Magic Feeling: The Beatles' Recorded Legacy, Volume Two, 1966–1970. New York, NY: Three Rivers Press (2009). ISBN 978-0-3074-5239-9
- Womack, Kenneth. The Beatles Encyclopedia: Everything Fab Four. Santa Barbara, CA: ABC-CLIO (2014). ISBN 978-0-313-39171-2

## Forrás
- A Hey Jude-ról a thebits.hu-n

## Külső hivatkozások
- Dalszöveg Archiválva 2021. július 9-i dátummal a Wayback Machine-ben
- HEY JUDE (Legal Title), BMI Work #562357. BMI[halott link]
- "David Frost Meets The Beatles" at Mojo4music.com
- The Beatles - Hey Jude. YouTube